# Birger Brosa

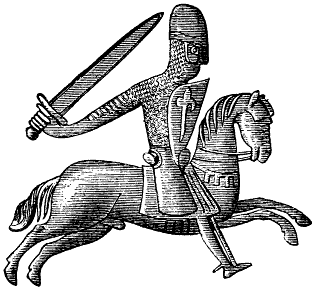
Zegel van Birger Brosa

Birger Brosa van Bjälbo (? - 9 januari 1202, Visingsö) was van 1174 tot 1202 jarl (graaf) van Zweden. Brosa betekent "glimlachen".
Birger was een zoon van Bengt Snivill, een lid van het machtige Huis Bjälbo, en trouwde in 1170 met Brigitta Haraldsdotter, een dochter van koning Harald IV Gille van Noorwegen. Daarvoor was zij al getrouwd geweest met Karel Sunesson, jarl van Zweden en Magnus Henriksson die van 1160 tot 1161 kort (tegen)koning van Zweden - Uppsala - was geweest.
De kinderen van Birger Brosa en Brigitta Haraldsdotter waren:
- Filip Birgersson, Jarl van Noorwegen (Overleden in 1200), en een van koning Sverres meest getrouwen.
- Knut Birgersson, Jarl van Zweden. Hij stierf in 31 januari 1208 in de Slag bij Lena  (volgens een bron was Knut getrouwd met een dochter van koning Knoet Eriksson en in de bron Sigrid genoemd.)
- Folke Birgersson, Jarl van Zweden. Overleden in 1210 in de Slag bij Gestilren
- Magnus Birgersson
- Ingegerd Birgersdotter, getrouwd met koning Sverker II van Zweden en moeder van koning Johan I van Zweden
- Kristina Birgersdotter
- Margareta Birgersdotter

Birger Brosa bekleedde de positie van jarl gedurende de regering van koning Knoet I Eriksson. Hij handhaafde deze positie onder Knoets opvolger Sverker II tot hij op 9 januari 1202 overleed.
Birgers slaagde erin om de vrede in Zweden te bewaren gedurende de burgeroorlogen die Denemarken en Noorwegen teisterden. Menige troonpretendent van deze koninkrijken zocht zijn toevlucht bij Birger Brosa. Onder hen waren de Birkebeiner hoofdmannen Øystein Mejla en Sverre Sigurdsson.
Birger bezat hofsteden in Östergötland, Nerike, Vermland en Södermanland.  Hij was een grote steunpilaar van het klooster van Riseberga in Nerike, waar zijn vrouw na zijn dood haar laatste jaren zou doorbrengen. Vrijwel direct na zijn overlijden zou een burgeroorlog uitbreken.